# Vilém Sicilský
Vilém Sicilský (italsky Guglielmo d'Aragona nebo Guglielmo di Atene, 1312, Catania – 22. srpna 1338, Valencie) byl vévoda z Athén a Neopatrie.
Narodil se jako jeden z mladších synů sicilského krále Fridricha II. a Eleonory, dcery neapolského krále Karla Chromého. Roku 1317 po smrti staršího bratra Manfréda zdědil titul athénského vévody. Zemřel v létě 1338 bez potomků a byl pohřben v katedrále v Palermu.